# Coves de la Quinta do Anjo
Les quatre coves artificials de la Quinta do Anjo (en portuguès: Grutas artificiais do Casal do Pardo) eren sepulcres neolítics, monuments funeraris de característiques úniques, originaris del Neolític final (de fa prop de 4.500 anys) el Calcolític i edat del bronze i es continuaren utilitzant com a enterraments col·lectius durant l'edat del coure. S'excavaren en la roca formant compartiments de caràcter circular, i s'hi accedeix per un corredor i una antecambra. Es troben al municipi de Palmela, al districte de Setúbal, a Portugal, a uns 25 km al sud de la capital de Lisboa. Aquestes coves van ser classificades com a Monument Nacional de Portugal el 1934.

## Història

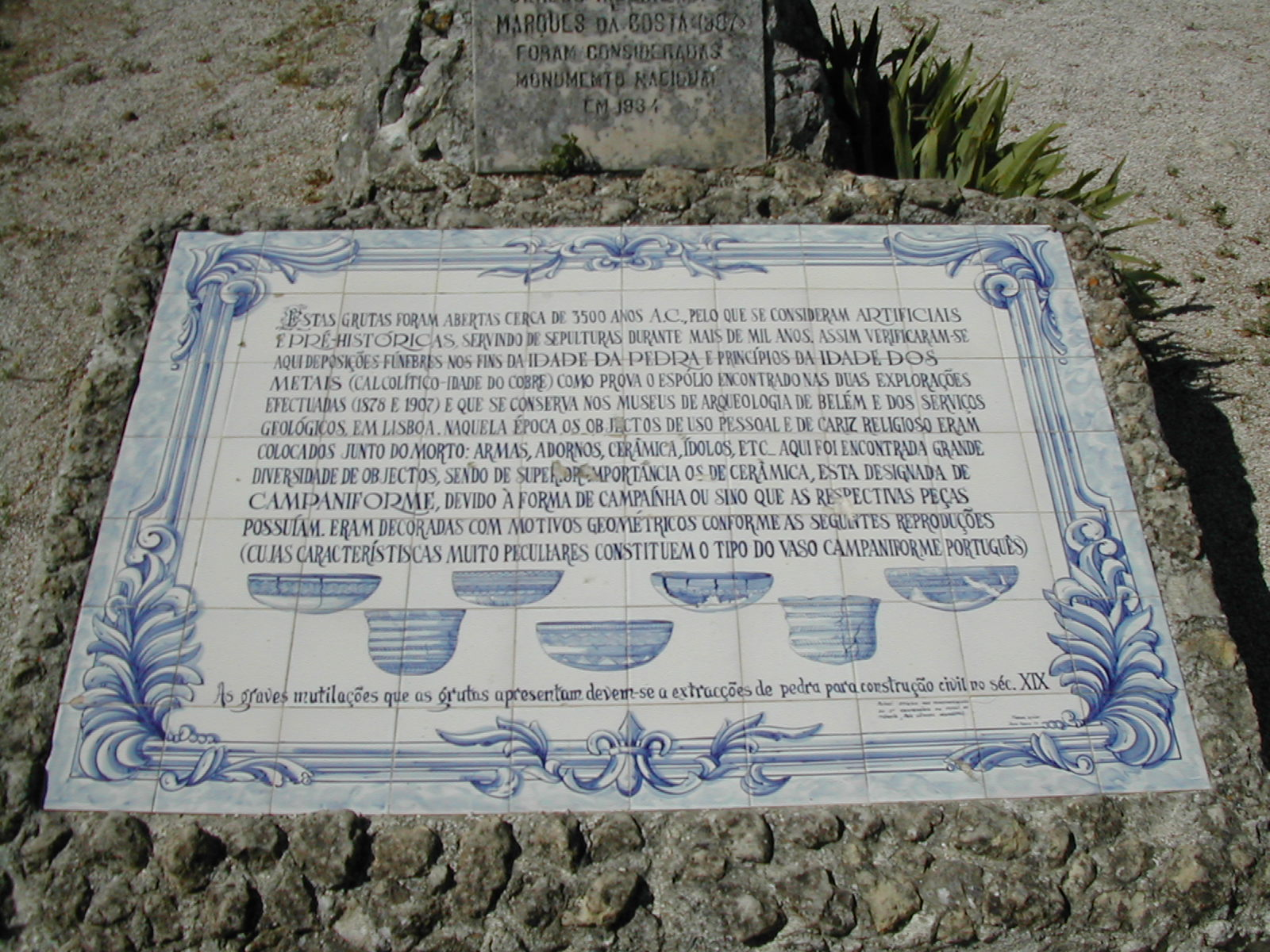
Panell enrajolat a les Coves

Les coves van ser les primeres del seu tipus a ser descobertes a Portugal, identificant-se el lloc com a resultat de l'extracció de pedra calcària al lloc. Consisteixen en quatre tombes independents o hipogees tallades en pedra calcària tova i miocena, que utilitzen eines de pedra. Estaven construïdes en un petit turó allargat i orientades en direcció est-oest. Totes les quatre coves es van excavar al voltant del 3000 aC, i probablement es van fer servir i es van tornar a utilitzar fins al 2000 aC. Es considera que són bons exemples de la necròpolis artificial utilitzada entre el neolític final i el final del calcolític, amb el mateix propòsit que els antas o dòlmens que es troben àmpliament a Portugal, que seguien les mateixes tradicions funeràries. Les dues tombes més ben conservades d'aquest complex contenen una cambra sepulcral circular amb cúpula més gran, de 4-5 metres de diàmetre i amb una alçada de fins a 2,30 metres. La cova 1 feia 9,75 metres en total, tot i que una part del passadís ha estat coberta per una carretera. L'excavació de pedra calcària va danyar dues de les coves, que ara apareixen més com a alcoves que com coves. El lloc fou estudiat per primera vegada entre 1876 i 1878 per António Mendes Correia i, sota la supervisió de Carlos Ribeiro. Les excavacions es van reprendre a principis del segle XX sota la direcció d'António Inácio Marques da Costa.
Juntament amb els vestigis ossis, s'hi recolliren en el jaciment altres objectes com ara puntes de fletxa de sílex i coure, destrals de pedra polida i plaques decorades. Les poblacions d'aquesta zona van conèixer i treballaren la tècnica de la ceràmica campaniforme decorada. Aquests vasos, per la seua originalitat morfològica i decorativa i pel fet de ser les primeres replegades a Palmela, s'anomenen vasos de tipus Palmela.

## Descripció
Les coves van ser les primeres del seu tipus a ser descobertes a Portugal i el lloc es va identificar com a resultat de la descripció de pedra calcària
El fet que les tombes fossin excavades a la pedra calcària tova amb eines de pedra és una prova que eren anteriors a l'ús del coure. Les entrades s'obrien cap a un passadís, que conduïa a una cambra anterior i una gran cambra semiesfèrica amb un forat circular a sobre, a través del qual es podien baixar els cadàvers quan la cambra i el passadís estaven plens. Després es va tapar el forat amb una tapa. Les tombes tallades en roca són molt freqüents al Mediterrani. Coves similars a Portugal inclouen la necròpolis de Carenque i les coves artificials d'Alapraia, ambdues a l'oest de Lisboa.
Les excavacions a les coves han descobert una àmplia varietat d'elements, inclosos micròlits, puntes de fletxa, destrals i destrals de pedra polida i fulles de sílex, a més d'una varietat d'artefactes de pedra polida, objectes rituals, ídols de pedra calcària, articles d'esquist i botons d'os. També es van identificar joies i penjolls, amb alguns en or, així com ceràmica, inclosos alguns de la cultura dels vasos de campana decorats amb marques de punts o lineals. Els articles trobats al lloc van ser catalogats el 1965 per l'arqueòloga alemanya, Vera Leisner. Un problema al qual es va enfrontar per millorar el coneixement del lloc i les seves troballes és que els ítems presos pels primers arqueòlegs no estaven relacionats amb la ubicació i el context en què es van trobar. En conseqüència, els arqueòlegs actuals no han pogut descobrir els seus contextos originals.
S'han trobat enterraments amb ceràmica de vas campaniforme principalment als passadissos d'accés. Els vasos i vasos campaniformes generalment es van produir a la segona meitat del 3r mil·lenni aC. Els gerros tenien la forma d'una campana invertida, mentre que els bols trobats al lloc i al proper Castro de Chibanes seguien una tècnica d'incisió decorativa distintiva que s'ha conegut com el "tipus Palmela". El lloc també contenia molts betils esculpits, o pedres sagrades, incloses les representacions del fal·lus. Els objectes metàl·lics es va descobrir que contenien restes d'arsènic. Es van trobar alguns petits objectes d'or, juntament amb puntes de fletxa en forma de fulla en coure. Els articles d'ornament personal es feien amb closques, ivori, dents de tauró, ossos (inclosos els botons), lignit i minerals.
Aquest jaciment és conegut internacionalment per l'originalitat de la ceràmica i fou classificat Monument Nacional el 1934.